# Jean-Nicolas Prévost
Pour les articles homonymes, voir Prévost et Rosimond (homonymie).
Jean-Nicolas Prévost, dit Rosimond, est un comédien et chef de troupe français du XVIIIe siècle.

## Biographie
Acteur à Lille en 1736, il est à Bruxelles l'année suivante, où il épouse, le 23 février 1737, la chanteuse et directrice de théâtre Louise Dimanche. Il reste au Théâtre de la Monnaie jusqu'en 1738, puis retourne à Lille, avant d'être engagé à La Haye en 1739 et 1740.
Il est encore à La Haye en 1750, puis prend le pseudonyme de Rosimond et dirige une troupe itinérante qui se produit à La Rochelle et Orléans en 1758, Rouen et Nantes en 1759, Angers et Lyon en 1760. Il reste dans cette dernière ville jusqu'en 1764, avec un passage à Amiens en 1763, puis dirige la troupe de Grenoble, et celle de Genève de 1766 à 1768. Il est encore à Berne et Lyon en 1768. On perd ensuite complètement sa trace.